# Beah Richards
Beah Richards (Vicksburg, 12 juli 1920 – aldaar, 14 september 2000), geboren als Beulah Elizabeth Richardson, was een Amerikaanse actrice.

## Biografie
Richards studeerde af aan de Dillard university in New Orleans. Na haar studie verhuisde zij naar New York voor haar acteercarrière. 
Richard stierf op 14 september 2000 aan de gevolgen van COPD in haar woonplaats Vicksburg.

## Filmografie

### Films
Selectie:
- 1986 As Summers Die – als Elvira Backus
- 1967 Guess Who's Coming to Dinner – als mrs. Prentice
- 1967 In the Heat of the Night – als mama Caleba
- 1967 Hurry Sundown – als Rose Scott
- 1962 The Miracle Worker – als Viney

### Televisieseries
Selectie:
- 1994-1995 ER – als Mae Benton – 8 afl.
- 1992-1993 Hearts Affair – als miss Lula – 14 afl.
- 1986-1990 227 – als Carolyn Hurley – 3 afl.
- 1987-1989 Beauty and the Beast – als Narcissa – 5 afl.

## Prijzen

### Academy Awards
- 1968 in de categorie Beste Actrice in een Bijrol met de film Guess Who's Coming to Dinner – genomineerd.

### Golden Globe
- 1968 in de categorie Beste Actrice in een Bijrol met de film Guess Who's Coming to Dinner – genomineerd.

### Primetime Emmy Awards
- 2000 in de categorie Uitstekende Gast Actrice in een Dramaserie met de televisieserie The Practice – gewonnen.
- 1988 in de categorie Uitstekende Gast Actrice in een Comedyserie met de televisieserie Frank's Place – gewonnen.

### CableACE Award
- 1987 in de categorie Actrice in een Film of Miniserie met de film As Summers Die – gewonnen.

### Image Award
- 2001 in de categorie Uitstekende Actrice in een Bijrol in een Dramaserie met de televisieserie The Practice – genomineerd.
- 1999 in de categorie Uitstekende Actrice in een Bijrol in een Film met de film Beloved – genomineerd.

## Theaterwerk opBroadway
- 1967-1968 The Little Foxes – als Addie
- 1965 The Amen Corner – als zuster Margaret
- 1963 Arturo Ui – als de vrouw
- 1961-1962 Purlie Victorius – als Idella Landy
- 1959-1961 The Miracle Worker – als Viney
- 1959-1960 A Raisin in the Sun – als Lena Younger (Mama)

- Biblioteca Nacional de España: XX1669276
- Bibliothèque nationale de France: cb14043091d (data)
- Gemeinsame Normdatei: 1048018202
- International Standard Name Identifier: 0000 0001 1444 4081
- Library of Congress Control Number: n84111868
- Système universitaire de documentation: 176551050
- Virtual International Authority File: 306489977
- WorldCat: E39PCjCH7cWpgB8JygCdbjVY8y